# Blakistonia rainbowi
Blakistonia rainbowi là một loài nhện trong họ Idiopidae.
Loài này thuộc chi Blakistonia. Blakistonia rainbowi được Pulleine miêu tả năm 1919.